# 春日山橋
春日山橋（かすがやまばし）は、新潟県上越市大字薄袋 - 大字北田屋新田の関川に架かる上越市道富岡木田線の橋長252.2 m（メートル）の桁橋。

## 概要
- 形式 - 鋼単純合成鈑桁橋+鋼3径間連続鈑桁橋+鋼単純合成鈑桁橋
- 橋格 - 1等橋 (TL-20)
- 橋長 - 252.200 m
  - 支間割 - 42.000 m + ( 3×55.100 m ) + 42.000 m
- 幅員
  - 有効幅員 - 12.5 m
  - 車道 - 7.50 m
  - 歩道 - 両側2.50 m
- 橋台 - RC逆T式橋台（鋼管杭基礎）
- 橋脚 - RC逆T式壁式橋脚（鋼管杭基礎）
- 総鋼重 - 829 t
- 床版 - 鉄筋コンクリート
- 施工 - 川崎重工業・住友重機械工業
- 架設工法 - 手延べ工法（中央3径間）・トラッククレーンベント工法（側径間）

春日山橋にはガス管・上水道管・東北電力ネットワーク送電線・有線放送線が添加されている。

## 歴史
主要地方道上越安塚松之山線の橋梁としてPC橋が架橋されていたが、1982年（昭和57年）9月13日に台風第18号のため関川流域では大規模な水害が発生したことから河川激甚災害対策特別緊急事業によって関川の引提がきまり、これに合わせて架替を実施することになった。当時の橋梁管理者の新潟県でも拡幅計画があったことから、合併施行として建設省北陸地方建設局長と新潟県知事間で1984年（昭和59年）10月23日に協定を締結した。施行主体は建設省として総工費は17億円は両者で分担した。架設にあたっては交通の確保のため、現橋の下流に架設した。取付道路は旧橋を供用しつつ施工するため片側ずつ施工した。新橋は1984年度（昭和59年度）に下部工に着手し、上部工に1985年度（昭和60年度）着手、1987年（昭和62年）に供用された。
その後、主要地方道上越安塚松之山線は新潟県道43号上越安塚浦川原線となり、謙信公大橋の開通後、上越市道富岡木田線となった。